# Mirzec (gemeente)
De gemeente Mirzec is een landgemeente in het Poolse woiwodschap Święty Krzyż, in powiat Starachowicki.
De zetel van de gemeente is in Mirzec.
Op 30 juni 2004 telde de gemeente 8430 inwoners.

## Oppervlakte gegevens
In 2002 bedroeg de totale oppervlakte van gemeente Mirzec 110,98 km², waarvan:
- agrarisch gebied: 53%
- bossen: 42%

De gemeente beslaat 21,21% van de totale oppervlakte van de powiat.

## Demografie
Stand op 30 juni 2004:
| Omschrijving                   | Totaal | Totaal | Vrouwen | Vrouwen | Mannen | Mannen |
| ------------------------------ | ------ | ------ | ------- | ------- | ------ | ------ |
| eenheid                        | aantal | %      | aantal  | %       | aantal | %      |
| inwoners                       | 8430   | 100    | 4229    | 50,2    | 4201   | 49,8   |
| bevolkingsdichtheid (inw./km²) | 76     | 76     | 38,1    | 38,1    | 37,9   | 37,9   |

In 2002 bedroeg het gemiddelde inkomen per inwoner 1240,73 zł.

## Administratieve plaatsen (sołectwo)
Gadka, Jagodne, Małyszyn, Mirzec I, II, Osiny, Ostrożanka, Trębowiec, Tychów Nowy, Tychów Stary.
Zonder de status sołectwo : Krupów

## Aangrenzende gemeenten
Brody, Iłża, Mirów, Skarżysko Kościelne, Wąchock, Wierzbica